# 貝爾峽谷交匯處 (亞利桑那州)
貝爾峽谷交滙處（英語：Bell Canyon Junction）是位於美國亞利桑那州希拉縣的一個非建制地區。該地的面積和人口皆未知。

## 地理
貝爾峽谷交滙處的座標為33°32′11″N 110°23′39″W / 33.53639°N 110.39417°W，而該地的平均海拔高度為1401米（即4596英尺）。